# Jürgen Staupe
Jürgen Staupe (* 14. März 1951 in Witten) ist ein deutscher Politiker. Er war von 2004 bis 2012 Staatssekretär in der Sächsischen Staatsregierung.

## Leben
Nach dem Abitur 1969 in Iserlohn absolvierte Staupe ein Studium der Rechtswissenschaft an der Westfälischen Wilhelms-Universität in Münster und legte 1974 das erste juristische Staatsexamen ab. Nach dem Referendariat in Berlin folgte 1978 das zweite Staatsexamen. 1985 wurde Staupe an der Universität Hamburg zum Dr. iur. promoviert und schloss im gleichen Jahr ein Studium der Politikwissenschaft an der Freien Universität Berlin als Diplom-Politologe ab. Seit Januar 2011 ist er Honorarprofessor für Politikwissenschaft an der Technischen Universität Dresden.
Von 1978 bis 1980 war Staupe als wissenschaftlicher Mitarbeiter bei der Schulrechtskommission des Deutschen Juristentages beschäftigt, anschließend bis 1983 am Max-Planck-Institut für Bildungsforschung in Berlin. Bis 1990 war er beim Umweltbundesamt in verschiedenen Funktionen tätig, zuletzt als Wissenschaftlicher Direktor. 1990 wechselte  Staupe als Abteilungsleiter ins sächsische Staatsministerium für Umwelt und Landesentwicklung (heute Umwelt und Landwirtschaft), im Jahr 2000 wurde er Abteilungsleiter im Sächsischen Justizministerium.

## Politik und Arbeit
Am 29. November 2004 wurde Staupe als Nachfolger von Michael Antoni zum Staatssekretär im Sächsischen Staatsministerium des Innern ernannt (Kabinett Milbradt II), am 1. Juli 2007 wechselte er als Staatssekretär ins Sächsischen Staatsministerium für Umwelt und Landwirtschaft, wo er auch während der Regierungszeit des ersten Kabinetts Tillichs blieb.
Im Kabinett Tillich II war Staupe seit Oktober 2009 Staatssekretär für Kultus. Am 20. März 2012 wurde er aufgrund von kabinettsinternen Querelen um die sächsische Bildungspolitik von Ministerpräsident Tillich in den einstweiligen Ruhestand versetzt, woraufhin Minister Wöller noch am selben Tag seinen Rücktritt erklärte.
Staupe war ab 2011 Mitglied des Hochschulrates der Universität Leipzig und bis Januar 2015 dessen stellvertretender Vorsitzender. Im März 2015 wurde er in den Hochschulrat der Hochschule für Technik, Wirtschaft und Kultur Leipzig (HTWK) berufen, 2020 wurde er erneut berufen. Von 2016 bis 2020 war er als Senior Advisor bei einer Personalberatung tätig. Seit Januar 2016 praktiziert er in Dresden als Rechtsanwalt mit Schwerpunkt Verfassungs- und Verwaltungsrecht. Daneben ist er seit 2017 freiberuflich als Personal Coach, Personalberater und Wirtschaftsmediator (Steinbeis) tätig. 